# 63068 Moraes
63068 Moraes è un asteroide della fascia principale. Scoperto nel 2000, presenta un'orbita caratterizzata da un semiasse maggiore pari a 3,1330968 UA e da un'eccentricità di 0,2905410, inclinata di 27,97779° rispetto all'eclittica.
L'asteroide è dedicato allo scrittore e orientalista portoghese Wenceslau Joze de Souza de Moraes.